# Vis ta vie
Singles de Jeane Manson
Fly to New-York City
(1979) Tu es venu
(1980)
Vis ta vie est une chanson de la chanteuse américaine Jeane Manson. Elle est sortie fin 1979 en single sur le label CBS Disques.
Enregistrée à Los Angeles, Vis ta vie est une chanson de rupture écrite par Jean Renard sur une musique de Pascal Renard. La chanson atteint la première place des ventes en France en avril 1980, se vend à plus de 700 000 exemplaires et a été certifiée disque d'or par le Syndicat national de l'édition phonographique et audiovisuelle. Non extraite d'un album, la chanson sera incluse dans la première compilation de Jeane Manson chez CBS, Les Grands Succès en 1980,.
Jeane Manson a également enregistré la chanson en espagnol sous le titre Si te vas, sur des paroles de Luis Gómez-Escolar,.

## Liste des pistes
| A. | Vis ta vie                   | 4:00 |
| B. | Qu'est-ce qu'on peut faire ? | 3:25 |

## Crédits
- Jeane Manson – chant, paroles (face B)
- Jean Renard – paroles, réalisation artistique
- Pascal Renard – musique
- Lee Holdridge – arrangements
- Jean-Claude Charvier – mixage
- Léonard de Raemy – photographie

Crédits adaptés des notes d'accompagnement.

## Classements et certifications
| Classement (1980)                      | Meilleure position |
| -------------------------------------- | ------------------ |
| Belgique (Flandre Ultratop 50 Singles) | 28                 |
| Europe (Europarade)                    | 8                  |
| France (SNEP)                          | 1                  |

| Classement (1980) | Position |
| ----------------- | -------- |
| France (SNEP)     | 10       |

### Certification
| Pays                           | Certification | Ventes certifiées |
| ------------------------------ | ------------- | ----------------- |
| France (SNEP)                  | Or            | 500 000*          |
| *Ventes selon la certification |               |                   |